# Воробьёв, Пётр Сергеевич
Пётр Сергеевич Воробьёв (род. 20 июля 1942, Свердловск) — советский и российский театральный актёр, народный артист России (1995).

## Биография
Родился 20 июля 1942 года в Свердловске в многодетной семье.
После войны семья переехала в Белоруссию. После восьмилетней школы окончил ремесленное училище и работал на заводе слесарем-сборщиком по цветным металлам. Занимался в театральной студии Дома культуры.
Затем вошёл в труппу Минского ТЮЗа. Работал в Витебском академическом театре им. Я. Коласа, Гомельском драматическом театре, Новокузнецком драматическом театре.
С 1974 года играет в Орловском драматическом театре им. И. С. Тургенева. Сыграл в театре более 200 ролей.
Играл в московском театре «Модерн».

## Награды
- Заслуженный артист РСФСР (21.12.1979).
- Народный артист России (04.08.1995)[1].
- Лауреат Тургеневской премии (1989, 1990, 2001, 2005).
- Лауреат Орловского областного смотра «Событие сезона» в номинации «лучшая мужская роль» за роль Юсова в комедии «Доходное место».
- «Золотой знак за активную работу в профсоюзе» (2013)[2].

## Работы в театре

### Орловский драмтеатр

#### Актёр
- «Русский секрет» — Левша
- «Без вины виноватые» — Муров
- «Буря» — Просперо
- «Царевич Алексей» — Пётр
- «Ревизор» — городничий
- «Провинциалка» по И. Тургеневу — граф Любин
- «Лебединая песня» — Светловидов
- «Доктор философии» Б. Нушича — Живота Цвийович
- «Шельменко-денщик» Г. Квитки-Основьяненко — Шпак
- «Последний колдун»
- «Завтрак у предводителя»
- «Коварство и любовь»
- «Человек из Ламанчи»
- «Лес»
- «Доходное место» А. Н. Островского — Юсов
- «Костюмер» — Сэр Джон
- «Русское тайнобрачие» Н. С. Лескова — Протопоп
- «Жить и умереть на сцене!» — Лев Гурыч Синичкин

#### Режиссёр
- «Малыш и Карлсон» А. Линдгрен
- «Золотой ключик» А. Толстого
- «Медведь и предложение. Семейное счастье»
- «Змеелов»

### Театр «Модерн»
- «Ничего, что я Чехов?» (реж. Юрий Грымов) — Михаил Чехов

## Фильмография
- 1962 — Улица младшего сына — эпизод (нет в титрах)
- 1982 — Красные колокола. Фильм 2. Я видел рождение нового мира — Альберт Рис Вильямс
- 1987 — На исходе ночи — Коломиец
- 2011 — Лесник (фильм № 12 «Клад») — Николай Иванович Епифанцев
- 2015 — Тихий Дон — Матвей Кашулин, старый казак